# Marie-France James
Marie-France James (Montréal, 14 febbraio 1943) è una scrittrice e docente canadese, dottore in lettere presso Università di Parigi e vicepresidente del Centro di Informazione sulle Nuove Religioni a Montréal.

## Biografia
James si interessa di fonti come New Age e spiritismo di Allan Kardec, dell'occultismo di Eliphas Lévi, la teosofia di
Helena Petrovna Blavatsky, Annie  Besant, Gérard Encausse e Rosacroce..

## Pubblicazioni principali
- Ésotérisme et christianisme. Autour de René Guénon, Paris, Nouvelles Éditions latines, 1981. (revue par Anne Morelli dans Revue belge de philologie et d'histoire, 1986, vol. 64, nº 2, pp. 410-411
- Ésotérisme, occultisme, franc-maçonnerie et christianisme aux XIX et XX siècles. Explorations bio-bibliographiques, préface de Émile Poulat, Paris, Nouvelles Éditions latines, 1981.
- Le Phénomène Vassula. Étude critique : critères, méthodes, expertise, discernement, Paris, Nouvelles éditions latines, 1992. (sur Vassula Ryden)
- Les Précurseurs de l'ère du verseau, Montréal, Éditions paulines et Paris, Médiaspaul, 1985.